# Amfissa
Die Kleinstadt Amfissa (griechisch Άμφισσα (f. sg.); altgriechisch Amphissa, ab dem 13. Jahrhundert bis 1833 Salona) in der griechischen Region Mittelgriechenland ist seit 2011 Verwaltungssitz und ein Gemeindebezirk der Gemeinde Delfi. Bis dato war sie eine eigenständige Gemeinde, ab 1944 als Stadtgemeinde (dimos) und Hauptstadt der mittlerweile aufgelösten Präfektur Fokida.

## Lage und Geographie
Amfissa befindet sich im Norden der Ebene von Krissa an deren Nordwestrand am Fuße des Berges Elatos, einem südöstlichen Ausläufer des Giona-Massivs. Im Osten vom Amfissa grenzt das Parnass-Gebirge die Ebene von Krissa ab. Amfissa befindet sich südlich von Lamia, nordwestlich von Athen, Livadia und Delphi, nordöstlich von Nafpaktos, nördlich von Itea und östlich von Lidoriki. Die Entfernung zu Hafenstadt Itea am Golf von Itea bzw. Golf von Krissa beträgt 13 km in südlicher Richtung und beschreibt auch die Längsausdehnung der Ebene von Krissa. Die Ebene von Krissa samt Amfissa befindet sich in der Präfektur Fokida im mittleren Teil des südlichen griechischen Festlandes am Golf von Korinth.

## Geschichte

### Antike
Amfissa ist bereits seit antiker Zeit besiedelt. Zum Zeitpunkt des Trojanischen Krieges war sie bereits von Aitolern bewohnt. Als Gründer gelten in der griechischen Mythologie Andraimon (Sohn des Oxylos) oder Amphissa (eine Geliebte des Apollon). Aus mykenischer Zeit stammt das Tholosgrab von Amfissa. Ab dem 8. Jahrhundert v. Chr. sind Handelsbeziehungen mit Korinth und Städten der nordwestlichen Peloponnes (heutiges Achaia) überliefert. Im 7. Jahrhundert v. Chr. wurde Amfissa zu einem Stadtstaat umgestaltet, welcher von den ozolischen Lokrern bewohnt wurde und zugleich Hauptstadt der ozolischen Lokris war. 653 v. Chr. verließen einige Einwohner Amfissas und der Umgebung Griechenland und siedeln sich in Süditalien an (Magna Graecia). Sie gründeten dort die Kolonie der episephirischen Lokrer, Lokroi Epizephyrioi. 590 v. Chr. wurde die Nachbarstadt Krissa, westlich von Delphi, am Ende des Ersten Heiligen Krieges (600–590 v. Chr.) durch ein Bündnis von Athen, Sikyon und Thessalien zerstört; Amfissa war an diesem bewaffneten Konflikt in seiner unmittelbaren Nachbarschaft nicht beteiligt. In der Zeit des Zweiten Peloponnesischen Krieges zwischen 431 v. Chr. und 404 v. Chr. beteiligten sich die Einwohner Amfissas auf Seiten Spartas gegen Athen und den Attischen Seebund. 357 v. Chr. zogen die Einwohner Amfissas gegen die Phoker zur Befreiung Delphis und konnten Kirrha, die Hafenstadt Delphis, zeitweilig erobern, wurden aber von den Phokern unter deren Feldherren Philomelus zurückgeschlagen. Die bewaffneten Konflikte mit den östlichen Nachbarn, den Phokern, traten wiederholt auf. Nach dem Tod von Philomelus fielen die Phoker 352 v. Chr. erneut in die ozolische Lokris ein und bedrängten erneut Amfissa. Die Unterstützung Amfissas für die Phoker sowie die landwirtschaftliche Nutzung von Gebieten der Ebene von Krissa, welcher der amphiktyonischen Liga und Delphi ausschließlich zustanden, führte im Rahmen des Vierten Heiligen Krieges 338 v. Chr. zur Zerstörung der Stadt durch den makedonischen König Philipp II.
Nach der Zerstörung durch Philipp II. wurde Amfissa schnell wieder aufgebaut und besiedelt. Die Stadt wurde noch im 4. Jahrhundert v. Chr. Mitglied des Aitolischen Bundes und stieg zu einer seiner bedeutendsten Städte auf. Im 3. Jahrhundert v. Chr. stand Amfissa in voller wirtschaftlicher Blüte und prägte sogar eigene Münzen. Unverändert übte sie die Funktion einer Hauptstadt der ozolischen Lokris aus. 190 v. Chr. belagerte zunächst der römische Konsul Manius Acilius Glabrio Amfissa, anschließend gelang auch Lucius Scipio die Einnahme der Stadt nicht. In den nachfolgenden Jahren, vor allem zwischen 174 und 160 v. Chr., wurde Amfissa Schauplatz von Kämpfen zwischen dem dem römischen Reich zugewandten Aitolischen Bund sowie dem Römischen Reich selbst und Makedonien. Die Römer unterwarfen Amfissa endgültig als Bestandteil ihrer römischen Provinz Achaia. 27 v. Chr. nach der Schlacht bei Actium gründete Augustus die Stadt Nikopolis und befahl den Aitoliern eine Umsiedlung in die neu gegründete Stadt. Einige Aitolier widersetzten sich diesem Ansinnen und siedelten nach Amfissa um. Dies führte zu einem massiven Bevölkerungszustrom und machte Amfissa zu einer der größten Städte im römisch besetzten Griechenland. Bereits 180 v. Chr. soll Amfissa nach Angaben des Pausanias 70.000 Einwohner aufgewiesen haben. Diese Blütezeit unter römischer Herrschaft dauerte mindestens 2 Jahrhunderte.

### Mittelalter und Neuzeit
Für die Zeit des byzantinischen Reichs informiert die Chronik von Galaxidi des Mönchs Evthemios über die Geschichte Amfissas. Die Bulgaren überfielen und eroberten Amfissa Ende des 10. Jahrhunderts n. Chr. Nach dem Fall von Konstantinopel im vierten Kreuzzug 1204 und der nachfolgenden Entstehung des lateinischen Kaiserreichs kam Amfissa unter fränkische Herrschaft. Gleichzeitig erfolgte eine Umbenennung Amfissas nach Salona durch Bonifatius von Montferrat, den König des Königreichs Thessaloniki. Salona ist ein auch noch heute (selten) gebräuchlicher Name für Amfissa. Amfissa wurde zum Sitz des Barons von Salona sowie des Bistums von Salona, auf welches das heutige Titularbistum Salona zurückgeht. Für 100 Jahre bis zirka 1304 hielten die Franken die Oberhoheit über Amfissa und errichteten auch in diesem Zeitraum die Burg von Amfissa. Nach den Franken hatten die Katalanen für einige Jahre die Herrschaft über Amfissa inne, bis 1394 die Stadt an das Osmanische Reich fiel. Während der osmanischen Besatzungszeit berichteten Reisende wie William Martin Leake über Amfissa. Amfissa würde von 300 türkischen (osmanischen) und 400 bis 500 griechischen Familien bewohnt. Die unmittelbare Umgebung von Amfissa sei ausschließlich von Griechen bewohnt. Bereits in dieser Zeit waren die Oliven von Amfissa für ihre Qualität berühmt.
Die osmanische Besatzungszeit endete mit Beginn des griechischen Unabhängigkeitskriegs 1821. Am 27. März 1821 war Amfissa die erste Stadt der osmanischen Provinz Rumelien, welche sich gegen die osmanische Besatzungsmacht unter Führung von Dimitrios Panourgias erhob. Die Burg von Amfissa fiel den griechischen Unabhängigkeitskämpfern mitsamt 600 osmanischen Soldaten am 10. April 1821 in die Hände, womit die osmanische Besatzung von Amfissa beendet war. Dieses Ereignis wird heute noch in Amfissa mit einem Volksfest gefeiert. Seit 1833 wird Salona wieder mit seinem ursprünglichen Namen Amfissa bezeichnet.
Ende April 1941 wurde Amfissa im Rahmen des Balkanfeldzugs durch die deutsche Wehrmacht im Zweiten Weltkrieg erobert und anschließend nach der Kapitulation Griechenlands italienischer Besatzung unterstellt. In der Umgebung von Amfissa (Agia Efthimia, Vounichora, Segditsa) kam es zu Brandschatzungen von Dörfern und Erschießungen als Reaktion auf die rege Partisanentätigkeit. Nach dem Fall Benito Mussolinis 1943 kam Amfissa unter deutsche Besatzung, die im Oktober 1944 mit dem deutschen Rückzug aus Griechenland endete. Die bereits im Widerstand gegen die italienische und deutsche Besatzung vorteilhafte Landschaft rund um Amfissa, vor allem mit dem schwer zugänglichen Bergmassiv des Giona, war auch im griechischen Bürgerkrieg zwischen 1946 und 1949 von Bedeutung: Amfissa wurde Schauplatz vieler Kämpfe zwischen den linksgerichteten (kommunistischen) Rebellen und der rechtsgerichteten (monarchistisch-nationalistischen) Regierungsarmee.

## Bevölkerung und Verwaltungsstruktur
Amfissa war seit 1998 durch das Gemeindereformgesetz Schedio Kapodistrias Verwaltungssitz der Stadtgemeinde Amfissa mit insgesamt 8 Gemeindebezirken, die heute als Ortschaften geführt werden. Diese sind:
- Amfissa (Άμφισσα)
- Agia Efthimia (Αγία Ευθυμία)
- Agios Georgios (Άγιος Γεώργιος)
- Agios Konstantinos (Άγιος Κωνσταντίνος)
- Drosochori (Δροσοχώρι)
- Eleon (Ελαιών)
- Prosilio (Προσήλιο)
- Sernikakio (Σερνικάκιο)

Die Bevölkerungsentwicklung Amfissas zwischen 1981 und 2001 verdeutlicht nachstehende Tabelle:
| Jahr | Einwohnerzahl Stadt Amfissa | Änderung     | Einwohnerzahl Stadtgemeinde Amfissa | Änderung    |
| ---- | --------------------------- | ------------ | ----------------------------------- | ----------- |
| 1981 | 7.156                       | ---          | ---                                 | ---         |
| 1991 | 7.189                       | +33 / +0,4 % | 9.469                               | ---         |
| 2001 | 6.946                       | −243 / −3 %  | 9.248                               | −221 / −2 % |

## Sehenswürdigkeiten
Sehenswürdigkeiten in und um Amfissa sind:
- Burg von Amfissa
- „Wolfshöhle“, ein mykenisches Grab im Osten vom Amfissa am Fuße des Hügels Kofina
- Byzantinische Kirche „Tou Sotiros“ (του Σωτήρος), erbaut 11. Jahrhundert n. Chr., 3 km von Amfissa entfernt
- Metropolitische Kirche „Evangelismos tis Theotokou“ (Ευαγγελισμός της Θεοτόκου) in der Stadtmitte von Amfissa mit vielen Fresken
- Frühchristliche Taufbasilika (Βαπτιστήριο) des 3. bis 4. Jahrhunderts n. Chr. neben der metropolitischen Kirche
- Kirche des Heiligen Georg (Άγιος Γεώργιος) oberhalb der Stadt auf einem Abhang des Parnassos-Gebirges
- Archäologisches Museum von Amfissa
- Folklore-Museum von Amfissa
- Brunnen und andere Bauten aus der osmanischen Besatzungszeit
- Bauxit-Besucherbergwerk Vagonetto